# Grace Phipps
Gracie Victoria Phipps  (Austin, Texas; 4 de mayo de 1992) es una actriz y cantante estadounidense, conocida por su papel de Amy Martin en la serie de televisión The Nine Lives of Chloe King, April Young en The Vampire Diaries y Lila en la película de Disney Channel Teen Beach Movie y su secuela.

## Biografía y carrera
Grace nació el 4 de mayo de 1992 en Austin, Texas pero se crio en Boerne y en San Antonio, Texas. Se graduó en Robert E. Lee High School y en la escuela de artes especializada en teatro musical. 
Después de su graduación en 2010, Grace se mudó a Los Ángeles para seguir la carrera de interpretación e inmediatamente consiguió el papel de Bee en el remake Fright Night, así como el papel de Amy en la serie, ya cancelada, The Nine Lives of Chloe King. En 2012, fue elegida para el papel April Young en la serie The Vampire Diaries,  como Lela en la película Teen Beach Movie, así como su participación en la serie Z Nation.

## Filmografía
| Año  | Título             | Rol         | Notas        |
| ---- | ------------------ | ----------- | ------------ |
| 2011 | Fright Night       | Bee         |              |
| 2013 | The Signal         | Zoe         | Cortometraje |
| 2015 | Dark Summer        | Mona Wilson |              |
| 2015 | Some Kind of Hate  | Kaitlin     |              |
| 2015 | Tales of Halloween | Alice       |              |
| 2019 | The Lost Weekend   | Maggie Mae  | Cortometraje |

| Año        | Título                       | Rol                     | Notas                                                               |
| ---------- | ---------------------------- | ----------------------- | ------------------------------------------------------------------- |
| 2011       | The Nine Lives of Chloe King | Amy Tiffany Martin      | Elenco principal                                                    |
| 2012–13    | The Vampire Diaries          | April Young             | 10 episodios                                                        |
| 2013–15    | Baby Daddy                   | Megan                   | 3 episodios                                                         |
| 2013       | Teen Beach Movie             | Lela                    | Película para televisión                                            |
| 2013       | Supernatural                 | Hael                    | Episodio: «I Think I'm Gonna Like It Here»                          |
| 2014       | Austin & Ally                | Brandy Braxton          | Episodio: «Directors & Divas»                                       |
| 2015       | Hawaii Five-0                | Erica Young             | Episodio: «Wawahi moeʻuhane (Broken Dreams)»                        |
| 2015       | CSI: Cyber                   | Vanessa Gillerman       | Episodio: «Selfie 2.0»                                              |
| 2015       | Teen Beach 2                 | Lela                    | Película para televisión                                            |
| 2015       | Scream Queens                | Mandy Greenwell (joven) | 3 episodios                                                         |
| 2016       | #ThisIsCollege               | Emma                    | 2 episodios                                                         |
| 2017– 2018 | Z Nation                     | Sgto. Lilly             | Elenco principal                                                    |
| 2020       | Stolen In Plain Sight        | Melissa                 | Película de televisión: Película original de Lifetime Movie Network |
| 2021       | Superhost                    | Rebecca                 | Película para televisión                                            |

## Discografía

### Apariciones especiales
| Sencillo                                                                                | Año  | Álbum |
| --------------------------------------------------------------------------------------- | ---- | ----- |
| "Do You Want to Build a Snowman?" (como parte del grupo Disney Channel Circle of Stars) | 2014 | —     |